# Me & My
Me & My, precedentemente note come SuPer Sisters, N'Joy e The Twins, è un duo musicale Eurodance danese. Vengono ricordate soprattutto per il successo internazionale Dub-I-Dub (1995).

## Storia del gruppo
Le Me & My sono nate a Sjølund e sono composte dalle sorelle Susanne e Pernille Georgi. Il duo nacque negli anni ottanta, quando le Georgi erano ancora giovanissime, e prendeva il nome di SuPer Sisters. Dopo essere comparse nelle televisioni locali, le SuPer Sisters pubblicarono i primi due album SuPer Sisters (1989) e Mariehønen (1990). Dopo aver cambiato nome in N'Joy, licenziarono il singolo Living in a Dream/Streetboys (1991).
Fu però solamente nel 1995, quando adottarono il nome definitivo Me & My, che le Georgi salirono alla ribalta grazie al singolo di debutto Dub-I-Dub, pubblicato dalla EMI. Dub-I-Dub vendette un milione di copie e si inserì nelle classifiche europee. La traccia è anche presente in diverse compilation ma attribuita a "The Twins". Nello stesso anno uscirono anche il loro album eponimo Me & My, che vendette due milioni di copie e Baby Boy, giunto alla seconda posizione della classifica danese e al terzo di quella finlandese.
Nel 1997 le Me & My pubblicarono Let the Love Go On, che vendette 150.000 copie e valse al duo un disco d'oro.
In seguito al successo di Dub-I-Dub, le sorelle presero parte a una serie di concerti in tutto il mondo; si segnala anche la loro partecipazione al Melodi Grand Prix. Le ultime pubblicazioni del duo risalgono agli anni 2000.
Oggi Susanne gestisce una scuola di canto ad Andorra. Pernille è divenuta anch'essa insegnante di canto e lavora come conduttrice radiofonica per la stazione danese VLR.

## Formazione
- Susanne Georgi - voce
- Pernille Georgi - voce

## Discografia

### Come SuPer Sisters

#### Album in studio
- 1989 - SuPer Sisters
- 1990 - Mariehønen

### Come N'Joy

#### Singoli
- 1991 - Living in a Dream/Streetboys

### Come Me & My

#### Album in studio
- 1995 - Me & My
- 1999 - Let the Love Go On
- 2001 - Fly High
- 2007 - The Ultimate Collection

#### Singoli
- 1995 - Dub-I-Dub
- 1995 - Baby Boy
- 1996 - Lion Eddle
- 1996 - Waiting
- 1999 - Let the Love Go On
- 1999 - Loving You
- 1999 - Every Single Day
- 2000 - So Many Men
- 2000 - Fly High
- 2001 - Sleeping My Day Away
- 2001 - La La Superstar
- 2007 - Too Much Christmas